# Elisæus Trygstad

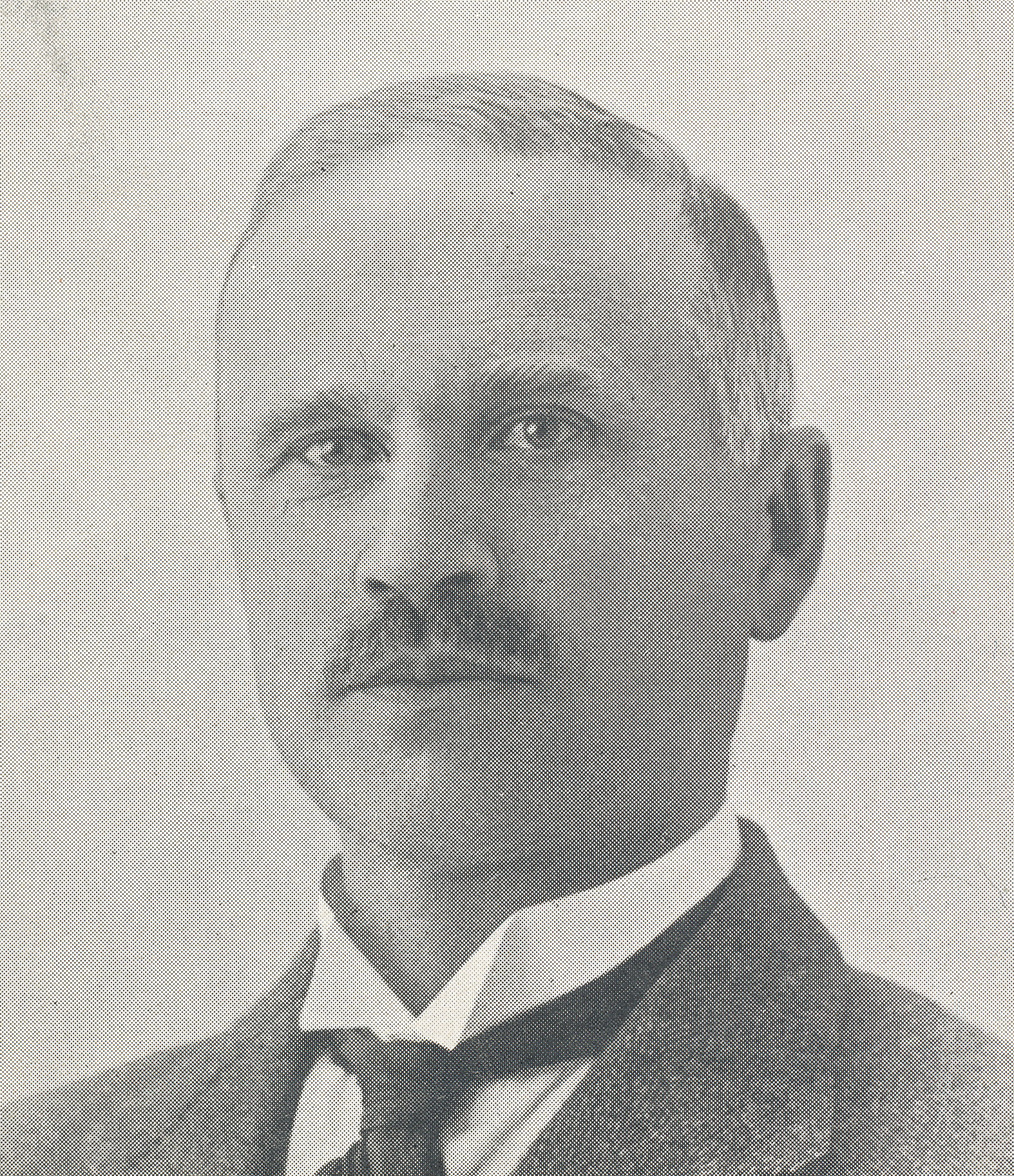
Elisæus Trygstad.

Elisæus Trygstad, född 19 december 1872 i Verdal, död 4 februari 1950 i Trondheim, var en norsk trädgårdsmästare.
Trygstad, som var son till småbrukare Ingvald Johannesen och Anne Olsen, avlade examen vid Hylla plantskola 1896, Rosendals trädgårdsskola i Stockholm 1897, var lärare vid Hylla trädgårdsskola 1898–1902, trädgårdsmästare vid Rønvik asyl 1903–1909 och stadsträdgårdsmästare i Trondheim 1909–1944. Han var ordförande i Norsk Gartnerforening 1927–1929, ordförande i styrelsen för Landsutstilling i havebruk og gartneri i Trondheim 1930 samt vice ordförande i Sundnes barnhem siden 1928, ordförande från 1931.